# Kunszt (Tarnowskie Góry)
Kunszt (niem. Friedrichsgrube, Kolonie Friedrichsgrube) – kolonia Bobrownik Śląskich, położona w dzielnicy Bobrowniki Śląskie-Piekary Rudne miasta Tarnowskie Góry.

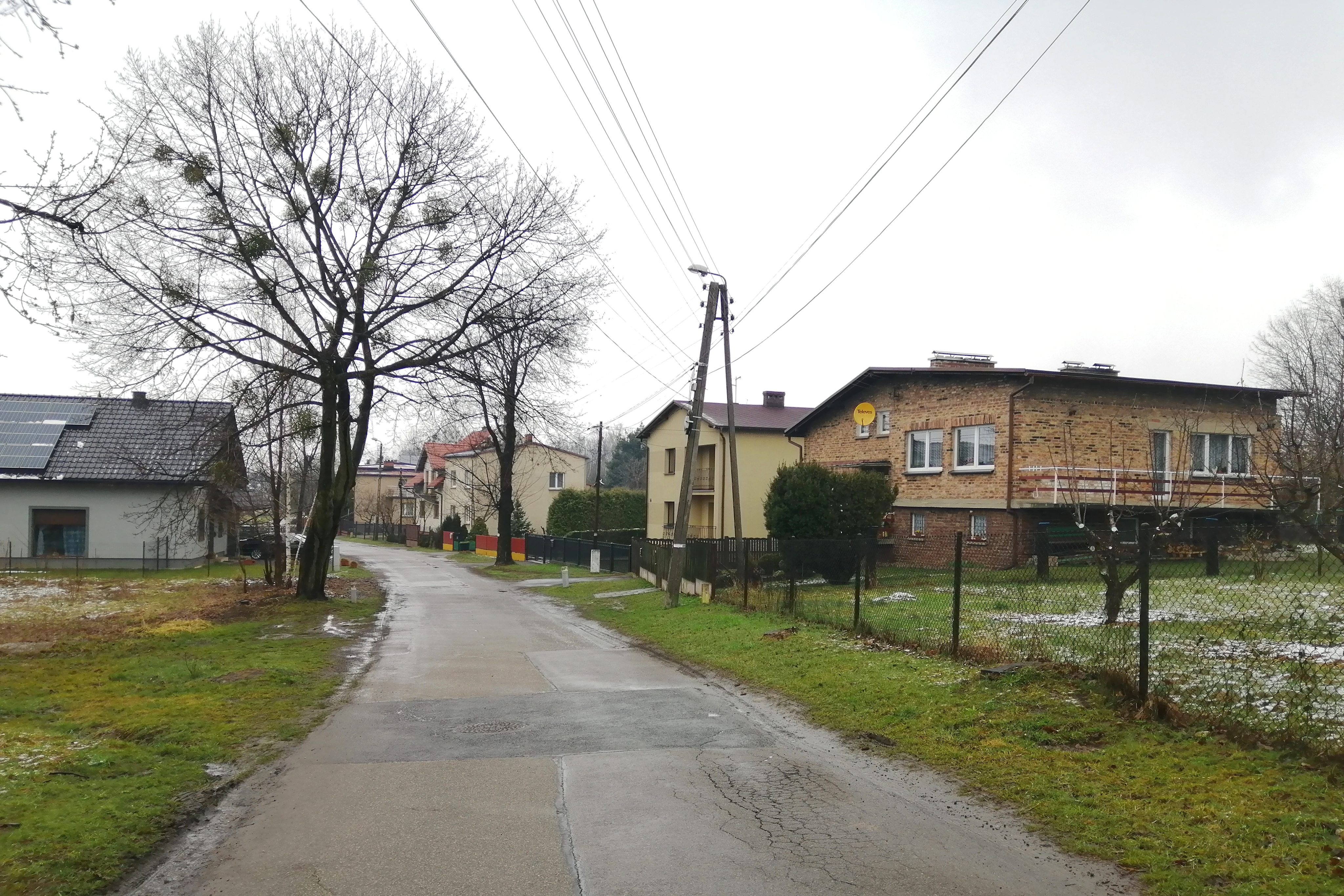
Współczesne domy w Kunszcie przy ul. Parkowej (2021)

Na terenie kolonii znajduje się Park Kunszt z pamiątkową hałdą szybu „Rudolphine”.